# Cassiopeia A

Cassiopeia A vista pelas lentes do telescópio espacial Hubble.

Esta imagem usa dados do Instrumento de Infravermelho Médio (MIRI) do Webb para revelar Cas A sob uma nova luz. O MIRI foi uma contribuição da NASA e da ESA, com o instrumento projetado e construído por um consórcio de institutos europeus financiados nacionalmente (o Consórcio Europeu MIRI) e o Laboratório de Propulsão a Jato da NASA, em parceria com a Universidade do Arizona.

Cassiopeia A (Cas A) é um remanescente de supernova localizado na constelação de Cassiopeia. É um objeto da Via Láctea e dista cerca de onze mil anos-luz da Terra. A nuvem em expansão do material resultante da explosão estelar tem hoje o equivalente a dez anos-luz de comprimento.
Os astrônomos acreditam que ela tenha cerca de 300 anos, mas não existem registros de nenhuma observação da supernova original, provavelmente devido à absorção da radiação ótica pela poeira interestelar antes que ela chegasse à Terra. Algumas explicações existem com a ideia de que a estrela original tivesse uma massa elevada e já teria previamente ejetado, antes de sua explosão, parte dessa massa. É sabido que a concha cósmica em expansão tem uma temperatura de cerca de 50 milhões de graus Fahrenheit (30 megakelvins) e viaja a mais de dez milhões de milhas por hora.
Cas A é mais forte fonte de ondas de rádio no céu fora do sistema solar e esteve entre as primeiras fontes a serem encontradas, em 1947. Em 1979, astrônomos previram que ela contivesse um buraco negro. Em 1999, o telescópio de raios X Chandra localizou uma região que, provavelmente pela radiação emitida, poderia ser uma fonte, perto do centro da nebulosa, parecido com uma estrela de nêutrons ou um buraco negro.
Até 2008, Cas A era a mais recente de todas as supernovas já encontradas, com seus cerca de 300 anos de existência, até a confirmação da descoberta da supernova G1.9+0.3, pelo Observatório de Raios Gama Compton, cuja idade é estimada em 140 anos.